# فيرنر كروغر
فيرنر كروغر (بالألمانية: Werner Krüger)‏ هو مهندس فضاء جوي ومهندس ألماني، ولد في 23 نوفمبر 1910 في كووبجك في بولندا، وتوفي في 21 أكتوبر 2003 في غوتينغن في ألمانيا.